# Albany City
Koordinaten: 35° 1′ S, 117° 52′ O

Die City of Albany ist ein lokales Verwaltungsgebiet (LGA) im australischen Bundesstaat Western Australia. Das Gebiet ist 4308 km² groß und hat etwa 39.000 Einwohner (2021). Albany liegt an der Südküste, etwa 400 Kilometer südöstlich der Hauptstadt Perth.

## Gliederung
Der Sitz des City Councils befindet sich in der Küstenstadt Albany im Südwesten der LGA, wo etwa 31.000 Einwohner leben (2021). Folgende Ortschaften und Ortsteile werden zur Stadt gerechnet: Albany, Bayonet Head, Centennial Park, Collingwood Heights, Collingwood Park, Cuthbert, Emu Point, Gledhow, Lange, Lockyer, Lower King, McKail, Middleton Beach, Milpara, Mira Mar, Mount Clarence, Mount Elphinstone, Mount Melville, Orana, Robinson, Seppings, Spencer Park, Port Albany, Warrenup, Yakamia.
Weitere Orte und Siedlungen in der LGA sind Big Grove, Bornholm, Cheynes, Drome, Elleker, Frenchman Bay, Gnowellen, Goode Beach, Green Range, Green Valley, Kalgan, King River, Kojaneerup South, Kronkup, Little Grove, Lowlands, Manypeaks, Marbelup, Mettler, Millbrook, Nanarup, Napier, Nullaki, Palmdale, Redmond, Redmond West, South Stirling, Torbay, Torndirrup, Vancouver Peninsula, Walmsley, Wellstead, Willyung und Youngs Siding.

## Geschichte
Erstmals erwähnt wurde die Küste von Albany vom niederländischen Seefahrer François Thijssen, der 1626 den südlichen Kontinent umsegelte. George Vancouver kartografierte die Region 1791 für die Briten und vergab viele der heutigen Namen. Der Franzose Nicolas Baudin erforschte 1803 auch das Inland und folgte dem Kalgan River.
An der Stelle des heutigen Albany entstand 1826 die erste Siedlung der Europäer im Westen Australiens, jedoch entwickelte sich das drei Jahre später gegründete Perth schnell zum neuen Zentrum der Westküste. Albany blieb aber aufgrund seiner Bedeutung als Hafenstadt ein lokales Zentrum. In den 40er Jahren des 19. Jahrhunderts entstanden erste Versuche, lokale Verwaltungen zu installieren, um die Infrastruktur, besonders die Straßen zu verbessern. 1843 etablierte der General Roads Trust ein District Committee in Albany, das 1848 durch einen Local Board ersetzt wurde. Albany war einer der ersten Distrikte von Western Australia. Doch in den kommenden Jahren wurden, vor allem wegen fehlender Finanzen im dünn besiedelten Westen, die Entscheidungen meist zentral in Perth getroffen. Erst 1871 sorgte ein Municipalities Act für mehr lokale Entscheidungsbefugnisse und Albany wurde zu einer der ersten sechs Municipalities mit eigenem Council.
Bis in die Mitte des 20. Jahrhunderts wurde fast der gesamte Bundesstaat in lokale Verwaltungsgebiete aufgeteilt und mit dem Local Government Act von 1960 wurde die Grundlage der heutigen lokalen Selbstverwaltung festgeschrieben. Damals bildete die Stadt noch eine eigene LGA, den Town of Albany, und das umliegende Gebiet war in einem separaten Shire organisiert. Am 1. Juli 1998 schlossen sich Town und Shire zur City of Albany zusammen.

## Wirtschaft
Im 19. Jahrhundert beruhte die Bedeutung der Region vor allem auf dem Hafen der Stadt Albany. Auch nachdem die Rolle als Zwischenstation und Verladeort für den Schiffsverkehr verloren gegangen war, beherrschte Fischerei und Walfang bis weit ins 20. Jahrhundert die Wirtschaft der Stadt und des Umlands. Als die Waljagd 1978 eingestellt wurde, wurden die vor der Küste lebenden Meeressäuger zur Touristenattraktion und durch die Erschließung der Natur insbesondere entlang der Küste wurde der Tourismus zu einem entscheidenden Wirtschaftsfaktor in dem Gebiet.
Daneben wird in der LGA Landwirtschaft betrieben. Seit den frühen 1970er Jahren hat sich der Weinanbau etabliert und ist besonders entlang des Kalgan River angesiedelt. Westlich von Redmond gibt es große Waldgebiete, die forstwirtschaftlich genutzt werden.
Albany gehört zur Great-Southern-Region von Westaustralien. 1993 wurden LGAs mit ähnlichen wirtschaftlichen Voraussetzung zu Regionen zusammengeschlossen, um in den Gebieten gezielte Wirtschaftsförderung zu betreiben. Der regionale Verwaltungssitz befindet sich in Albany.

## Geografie
Albany City ist geprägt von der Küste, die die LGA nach Süden begrenzt. Einige touristisch interessante Strände sind entlang der Küstenlinie zu finden (Anvil Beach, Lowlands Beach, Dunsky Beach, Shelley Beach, Dingo Beach, Cosy Corner Beach, Perkins Beach, Cable Beach, Misery Beach, Whalers Beach, Goode Beach, Vancouver Beach, Middleton Beach, Emu Beach, Gull Rock Beach, Ben Dearg Beach, Nanarup Beach, Bettys Beach, Normans Beach, Hassell Beach, Pallinup Beach). Touristisches Zentrum ist die Stadt Albany mit dem vorgelagerten King George Sound und den beiden Ausläufern Princess Royal Harbour und Oyster Harbour sowie östlich davon die Two Peoples Bay. Einige Inseln liegen vor der Küste der LGA, darunter Michealmas und Breaksea Island im Eingang des King George Sound und Coffin Island südlich der Two Peoples Bay sowie das Naturreservat von Bald Island südöstlich des Cheynes Beach.
Das Wilson Inlet und der Hay River begrenzen die LGA im Westen gegen das Denmark Shire. Im Osten bzw. Nordosten bildet der Pallinup River, der in das Beaufort Inlet mündet, die Grenze zum Jerramungup und zum Gnowangerup Shire. Nördlich von Albany City schließt sich das Plantagenet Shire an. Zahlreiche kleinere Flüsse und Bäche fließen innerhalb der LGA und darüber hinaus, darunter der Sleeman Creek, der in den Hay River fließt, und der Kalgan River, der in den Oyster Harbour bei Albany mündet und mehrere Zuflüsse hat. Weitere größere Inlandsgewässer sind der Lake Powell bei Albany, der Gull Rock Lake sowie der Moates und der Gardner Lake.
Beide Seen liegen im Two Peoples Bay Nature Reserve, einem von einer Reihe von Naturschutzgebieten der LGA, deren größte entlang der Küste zu finden sind. Dazu gehören auch der West-Cape-Howe-, der Torndirrup-, der Gull-Rock-, der Waychinicup-Nationalpark und das Mount Manypeaks Nature Reserve. Der Hassell-Nationalpark verläuft entlang des South Coast Highway westlich von Green Range und südlich von Mettler. Und die Südostecke des Stirling-Range-Nationalparks liegt ebenfalls noch auf dem Gebiet der LGA.
Torbay Head im West Cape Howe National Park westlich von Albany ist der südlichste Punkt von Western Australia.

## Infrastruktur

### Verkehr
Albany ist direkt per Fluglinie von der Hauptstadt Perth aus erreichbar. Die Flugzeit nach Perth beträgt etwa eine Stunde. Der Flugbetrieb wird von der Regierung des Bundesstaats an eine private Airline vergeben. Der Albany Regional Airport (Harry Riggs Albany Regional Airport) liegt etwa elf Kilometer nordwestlich des Stadtzentrums am Albany Highway.
Auf der Straße ist Albany City über den South Coast Highway (National Highway 1) zu erreichen, der sich entlang der australischen Südküste zieht. Der Highway durchzieht die LGA von Ost nach West von Youngs Siding bis Wellstead. Eine Direktverbindung nach Perth ist der Albany Highway (State Route 30). Er verlässt die Stadt Albany in Richtung Norden und erreicht nach 410 km die Hauptstadt des Bundesstaats. Eine weitere überregionale Straße ist die Chester Pass Road, die die LGA von Albany über Napier in nordöstliche Richtung verlässt und in das Straßennetz mündet, dass das Innere von Western Australia erschließt.

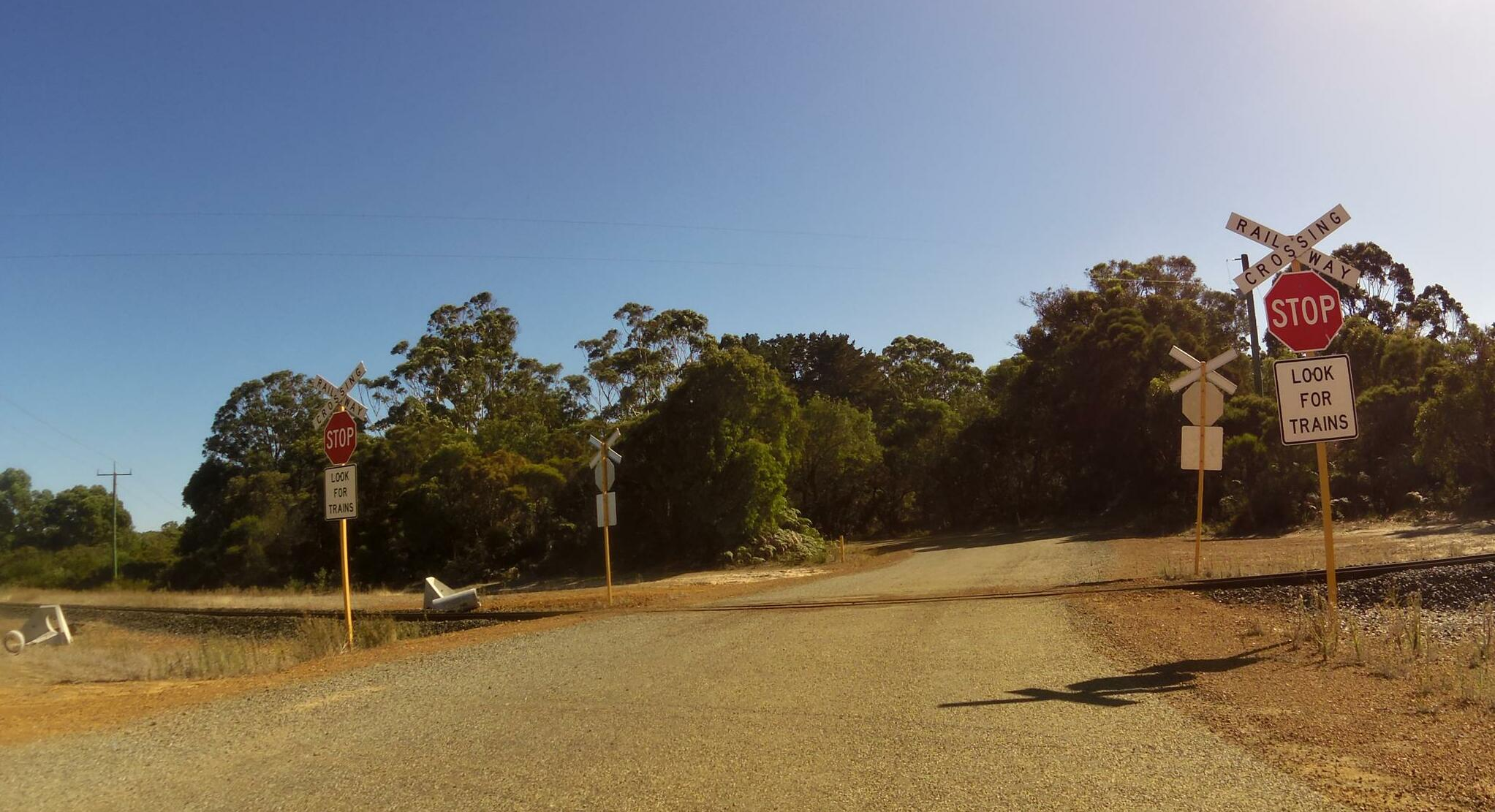
Bahnübergang in Elleker

Die Bahnverbindung nach Albany besteht seit 1889 und ist unter dem Namen Great Southern Railway bekannt nach der Eisenbahngesellschaft, die sie Ende des 19. Jahrhunderts betrieb. Sie ist die zentrale Bahnverbindung durch die Südhälfte des Staats und hat als Ausgangspunkt die Ortschaft Beverley etwa 130 km östlich von Perth. Die Bahnlinie verlässt die Stadt Albany nach Westen und wendet sich dann über Elleker und Redmond nach Norden.

### Energie
2001 wurde in der Stadt Albany an der Küste die Albany Wind Farm eröffnet und 2011 wurde sie erweitert (Grasmere Wind Farm). Mit 18 Windrädern werden 35,4 Megawatt an Strom produziert und damit 80 % des Strombedarfs der Stadt gedeckt.

## Verwaltung
Der Albany Council hat elf Mitglieder. Zehn Ratsmitglieder und der Vorsitzende und Mayor (Bürgermeister) werden von allen Bewohnern gewählt.
Bis 2021 war Albany in sechs Wards (Breaksea, Frederickstown, Kalgan, Vancouver, West und Yakamia) unterteilt. Jeder dieser Wahlbezirke stellte zwei Councillor. Der Mayor wurde zusätzlich von allen Bewohnern der LGA gewählt.